# Colțești, Alba
Colțești, mai demult Sângeorgiu, (în maghiară  Torockószentgyörgy, în germană  Sankt Georgen) este un sat în comuna Rimetea din județul Alba, Transilvania, România.
Pe Harta Iosefină a Transilvaniei din 1769-1773 (Sectio 123), localitatea apare sub numele de „Sz. György” și “Thorotzko Szt.György”.

## Lăcașuri de cult

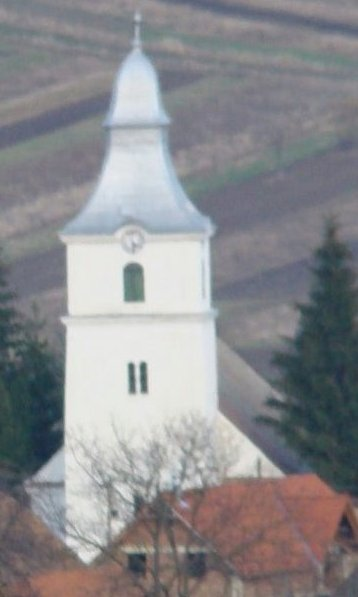
Biserica unitariană

### Biserica romano-catolică
Thoroczkay György și soția sa Pekri Krisztina au adus în Colțești călugări franciscani, construind, începând cu anul 1727, pe dealul din partea de nord a localității un complex monahal compus dintr-o mănăstire, biserică și claustru. Biserica a fost incendiată în anul 1849. Pe același loc a fost construită în 1867 actuala biserică. Pe corul din capelă sunt expuse stemele familiilor Thoroczkay și Rudnyánszky. Fosta mănăstire, biserica și claustrul franciscan sunt înscrise pe lista monumentelor istorice din județul Alba elaborată de Ministerul Culturii și Patrimoniului Național din România în anul 2010 (LMI AB-II-a-A-00209, AB-II-m-A-00209.01 și AB-II-m-A-00209.02). Adresa complexului monahal: sat Colțești nr.170.

### Biserica unitariană
La mijlocul secolului al XVI-lea majoritatea populației satului a trecut la religia unitariană. În anul 1643 nobilul local Thoroczkay Zsigmond a construit turnul bisericii, fapt înscris pe o placă comemorativă incastrată în peretele dinspre stradă a turnului. Pe partea stângă a plăcii se vede stema familiei Thoroczkay. În anul 1703 satul, împreună cu toate bisericile (inclusiv cea unitariană) a fost incendiat, dar, prin efortul localnicilor, pagubele au fost după un timp înlăturate.

### Biserica reformată
Biserica a fost construită de nobilul Ferenc Thoroczkay în secolul al XVII-lea. A suferit numeroase distrugeri. În forma sa actuală a fost terminată abia în anul 1890. Deasupra intrării în biserică este incastrată o placă comemorativă. În interiorul bisericii se găsește stema grofului Thoroczkay Miklós.

## Obiective turistice

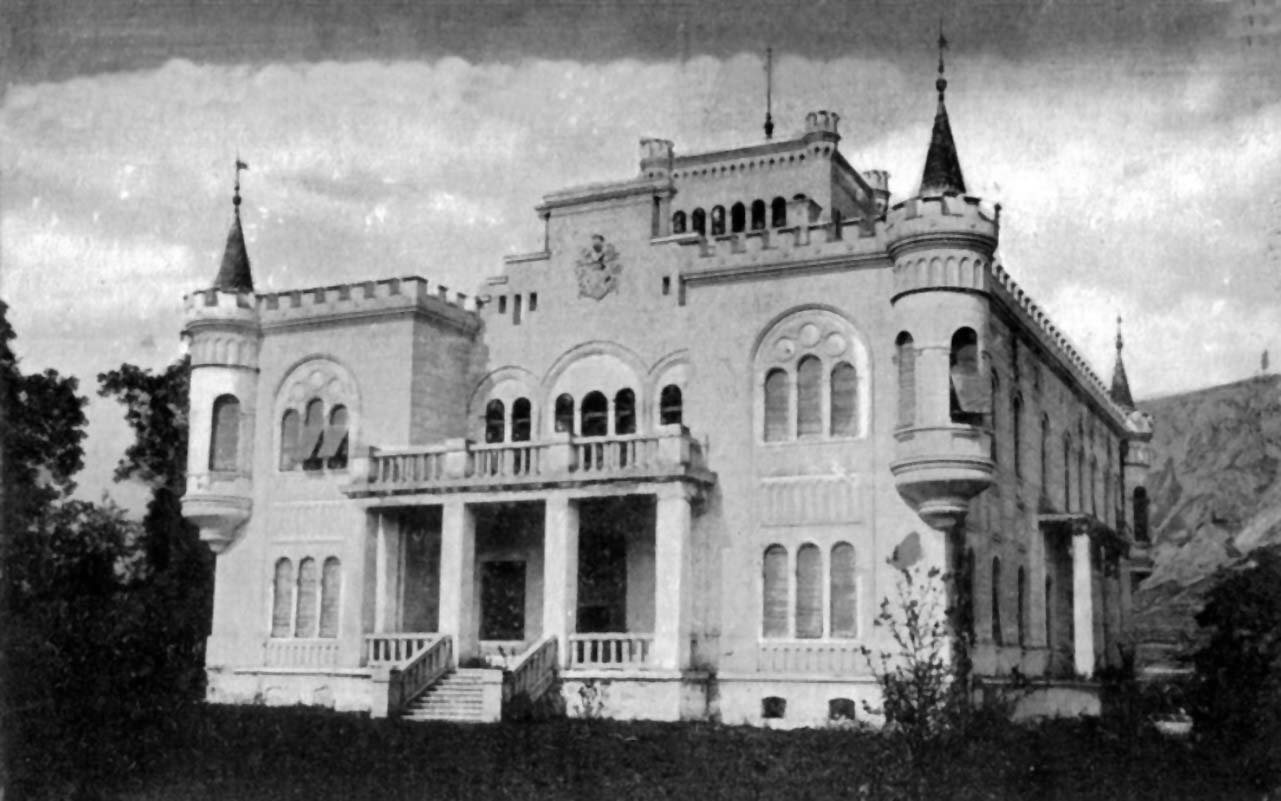
Unul dintre conacele Thoroczkay, astãzi dispãrut

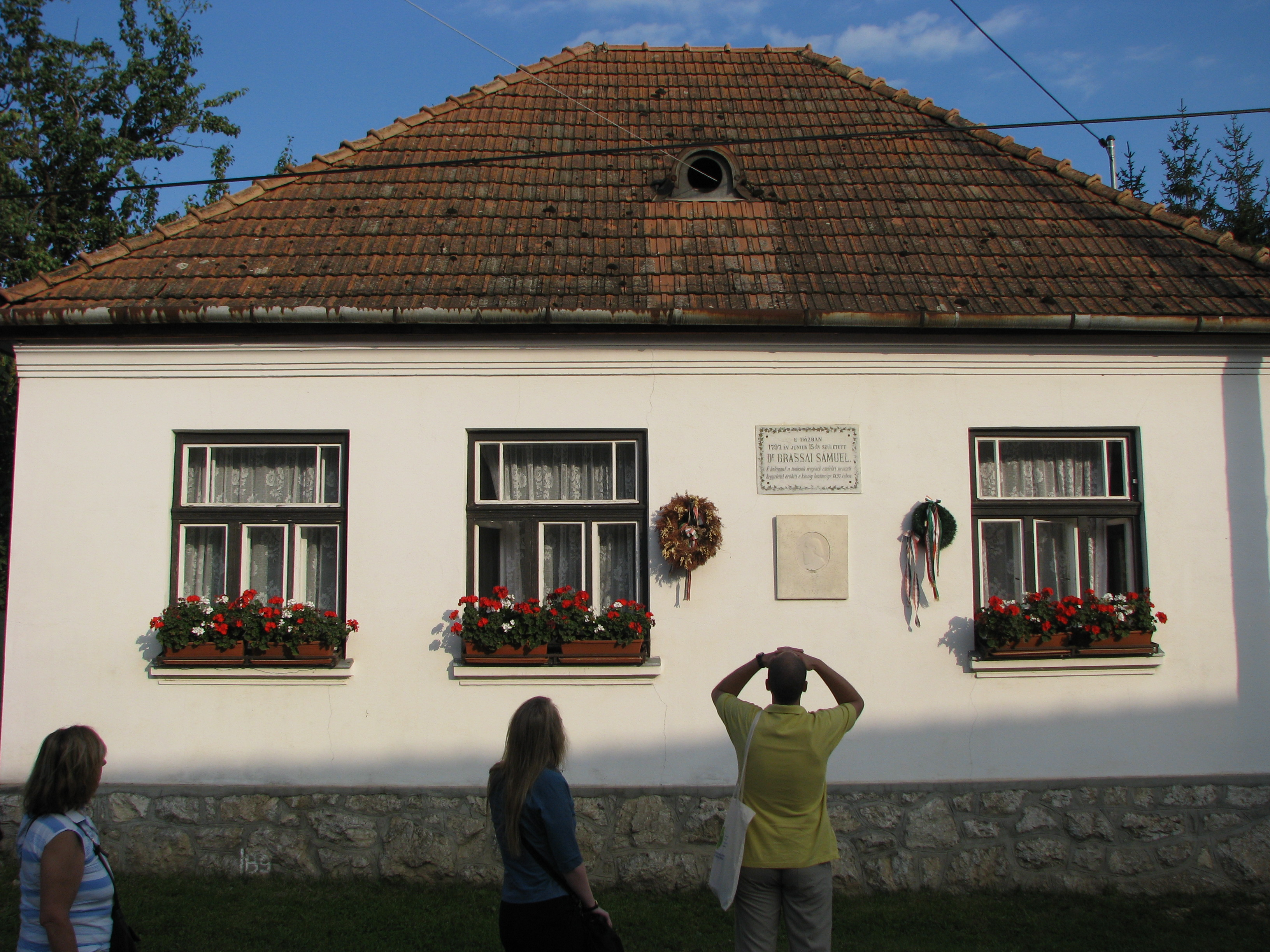
Casa Brassai Sámuel

- Cetatea Trascăului, înscrisă pe lista monumentelor istorice din județul Alba, elaborată de Ministerul Culturii și Patrimoniului Național din România în anul 2010 (LMI AB-II-m-A-00208). Pe Harta Iosefină din 1769-73 apare cu numele “Altes Schloss” (“Vechiul Castel”).
- Conacul Thoroczkay-Rudnyánszky[2]
- Fosta Mănăstire Franciscană, Biserica Romano-Catolică a mănăstirii și Claustrul Franciscan (toate trei monumente istorice).
- Biserica Unitariană
- Biserica Reformată-Calvină
- Grădina statuară a lui Balázs Janó
- Muzeul de etnografie
- Casa Brassai Sámuel
- Rezervația naturală Cheile Siloșului (3 ha).[3]
- Cheile Vălișoarei

## Personalități
- Sámuel Brassai, cunoscut polihistor

## Imagini

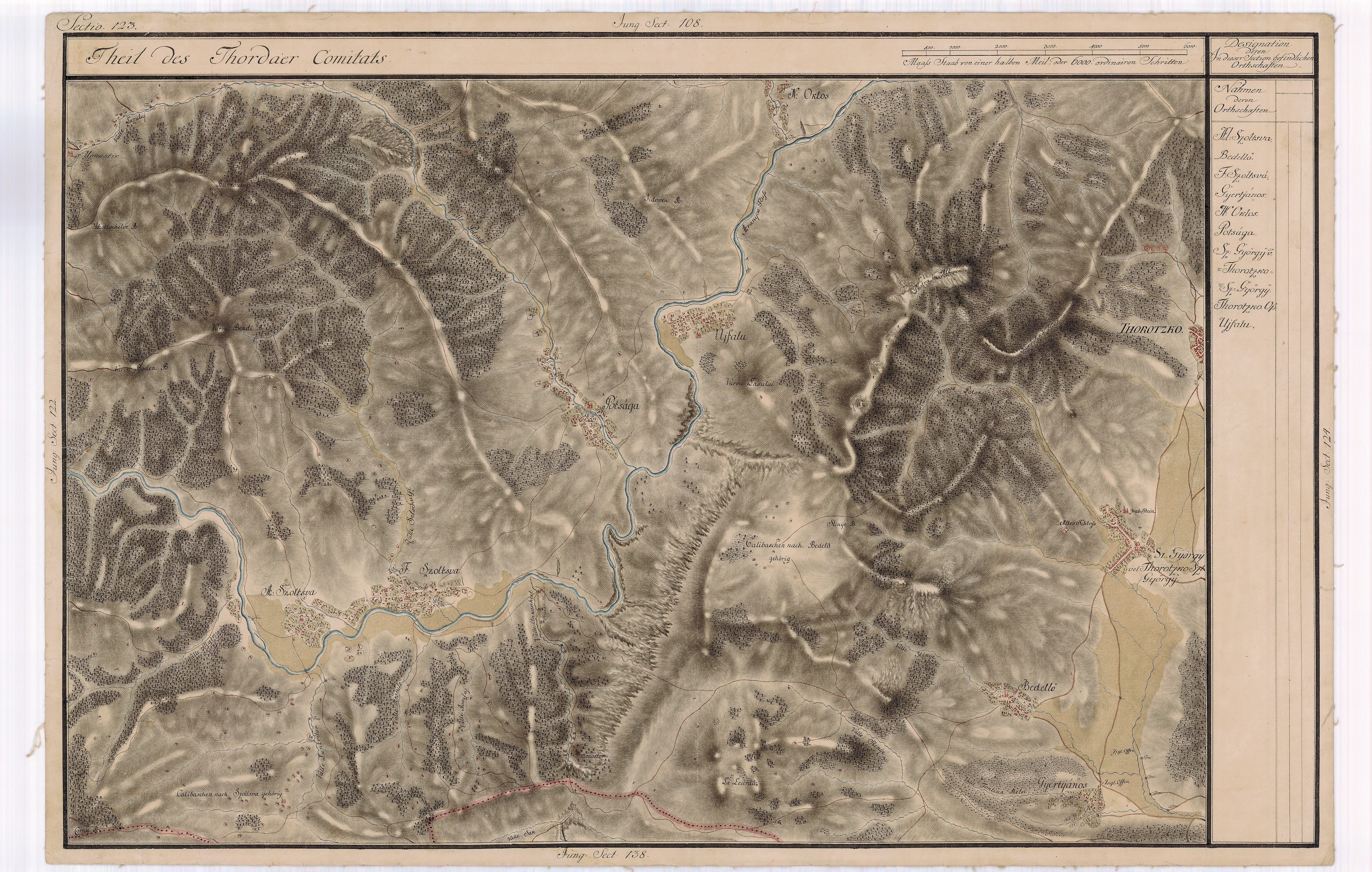
Colţeşti pe Harta Iosefină a Transilvaniei, 1769-1773 (Sectio 123)
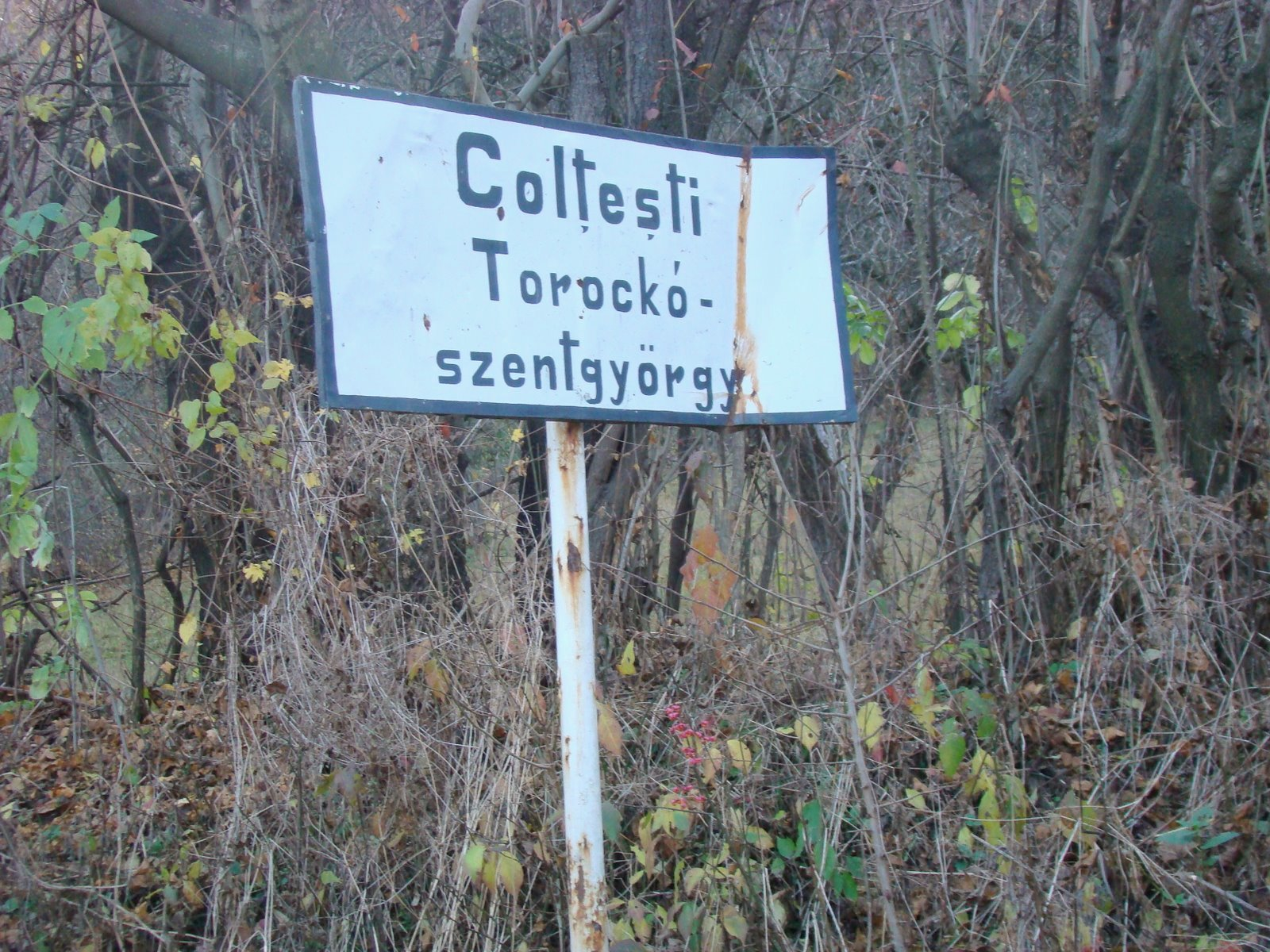
Intrarea în localitate
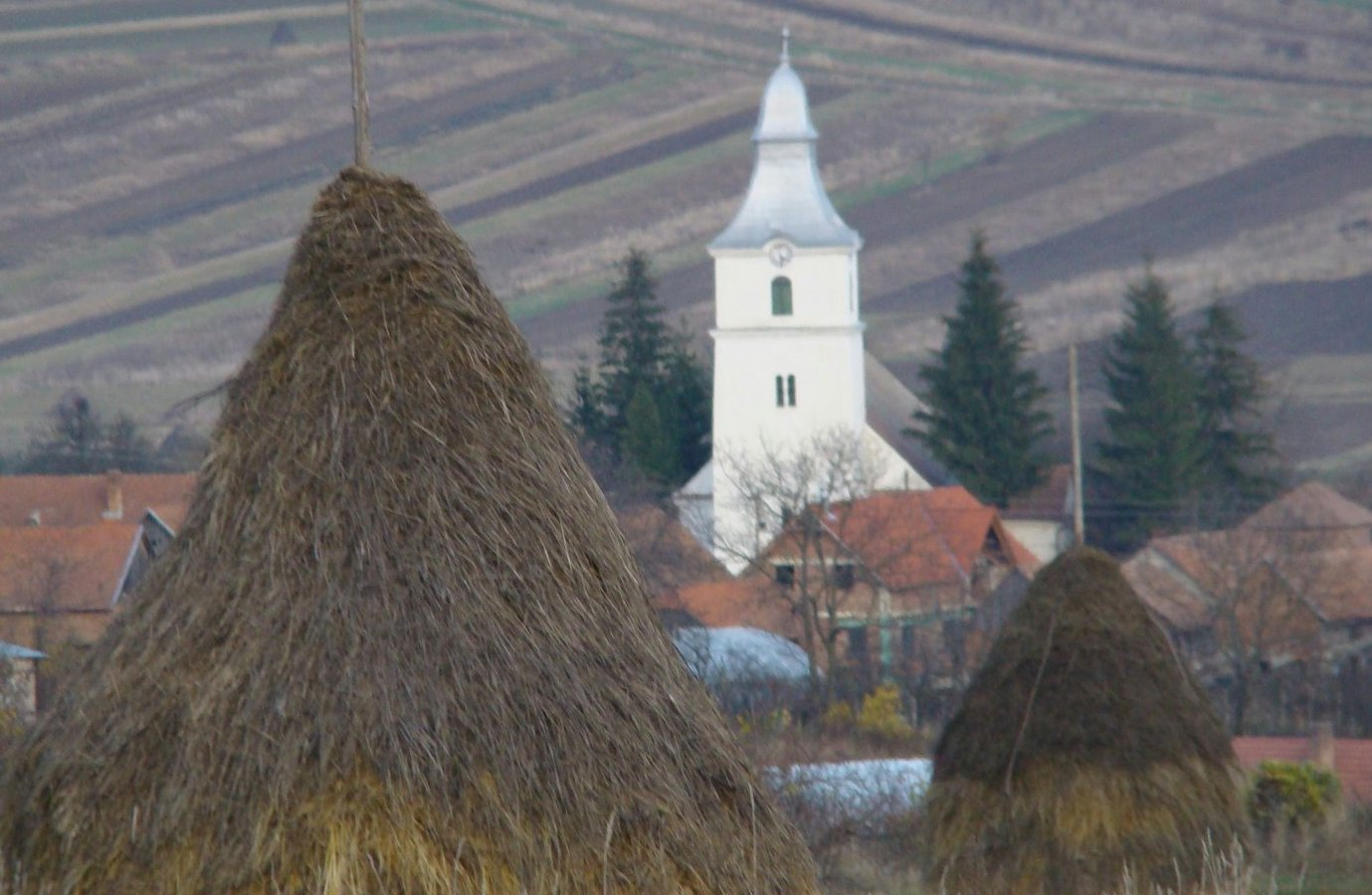
Biserica unitariană din depărtare
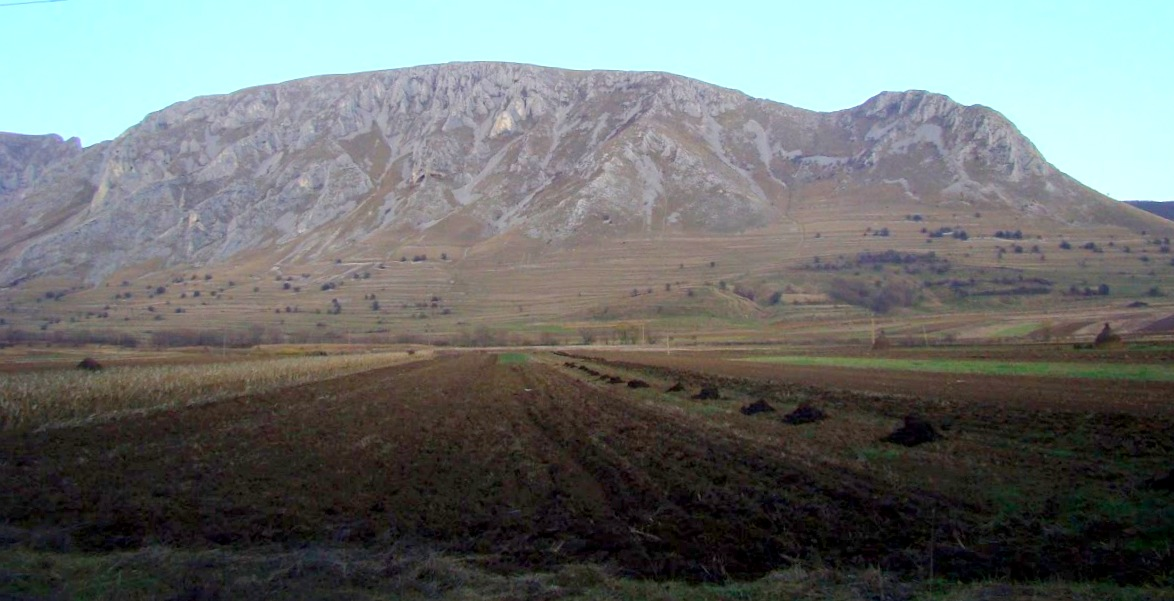